# Södra Trögds landskommun
Södra Trögds landskommun var tidigare en  kommun i Uppsala län.

## Administrativ historik
Kommunen bildades som storkommun vid kommunreformen 1952 genom sammanläggning av de tidigare landskommunerna Boglösa, Lillkyrka, Torsvi, Vallby, Veckholm och Kungs-Husby (den sistnämnda hade år 1943 inkorporerat en del av tidigare Arnö landskommun), samtliga i Trögds härad, varifrån kommunen fick sitt namn.
Kommunreformen 1971 innebar att Södra Trögd tillsammans med fem andra enheter bildade Enköpings kommun.
Kommunkoden var 0302.

### Kyrklig tillhörighet
I kyrkligt hänseende tillhörde kommunen församlingarna Boglösa, Kungs-Husby, Lillkyrka, Torsvi, Vallby och Veckholm.

## Geografi
Södra Trögds landskommun omfattade den 1 januari 1952 en areal av 183,97 km², varav 183,63 km² land. Efter nymätningar och arealberäkningar färdiga den 1 januari 1956 omfattade landskommunen den 1 november 1960 (enligt indelningen den 1 januari 1961) en areal av 187,15 km², varav 187,14 km² land.

### Tätorter i kommunen 1960
I Södra Trögds landskommun fanns den 1 november 1960 ingen tätort. Tätortsgraden i kommunen var då alltså 0,0 procent.

## Politik

### Mandatfördelning i valen 1950–1966
| 12 | 15 | 4 | 4 |

| 30 | 5 |

| 12 | 14 | 3 | 6 |

| 28 | 7 |

| 10 | 16 | 3 | 6 |

| 28 | 7 |

| 9 | 14 | 2 | 5 |

| 23 | 7 |

| 8 | 15 | 2 | 5 |

| 22 | 8 |